# Icheon
Icheon (kor. 이천) ist eine Stadt in der südkoreanischen Provinz Gyeonggi-do. Sie sollte nicht mit der deutlich größeren Stadt Incheon verwechselt werden oder mit dem nordkoreanischen Landkreis Ich’ŏn (이천군).
Die Stadt liegt ganz im Südosten der Provinz und ist an den Yeongdong Expressway und den Jungbu Naeryuk Expressway angeschlossen. Während der Goryeo-Dynastie trug die Stadt den Namen Namcheon. Bürgermeister ist Cho Byeong Don (조병돈).
In Icheon ist das Cerapia ansässig, ein Ausstellungszentrum für zeitgenössische Keramikarbeiten. Das Zentrum befindet sich im Seolbong-Park (설봉공원), in dem der gleichnamige Berg und See liegen. Die bergige Gegend um die Stadt ist bekannt für den Anbau von Reis und Pfirsichen. In Icheon liegen die traditionellen buddhistischen Tempel Youngwolam, Youngwonsa, Sinheungsa und Yeonhwajeongsa.
Der Halbleiterhersteller SK Hynix und der Aufzugshersteller Hyundai Elevator, ein Unternehmen der Hyundai Group, haben ihren Hauptsitz in Icheon.

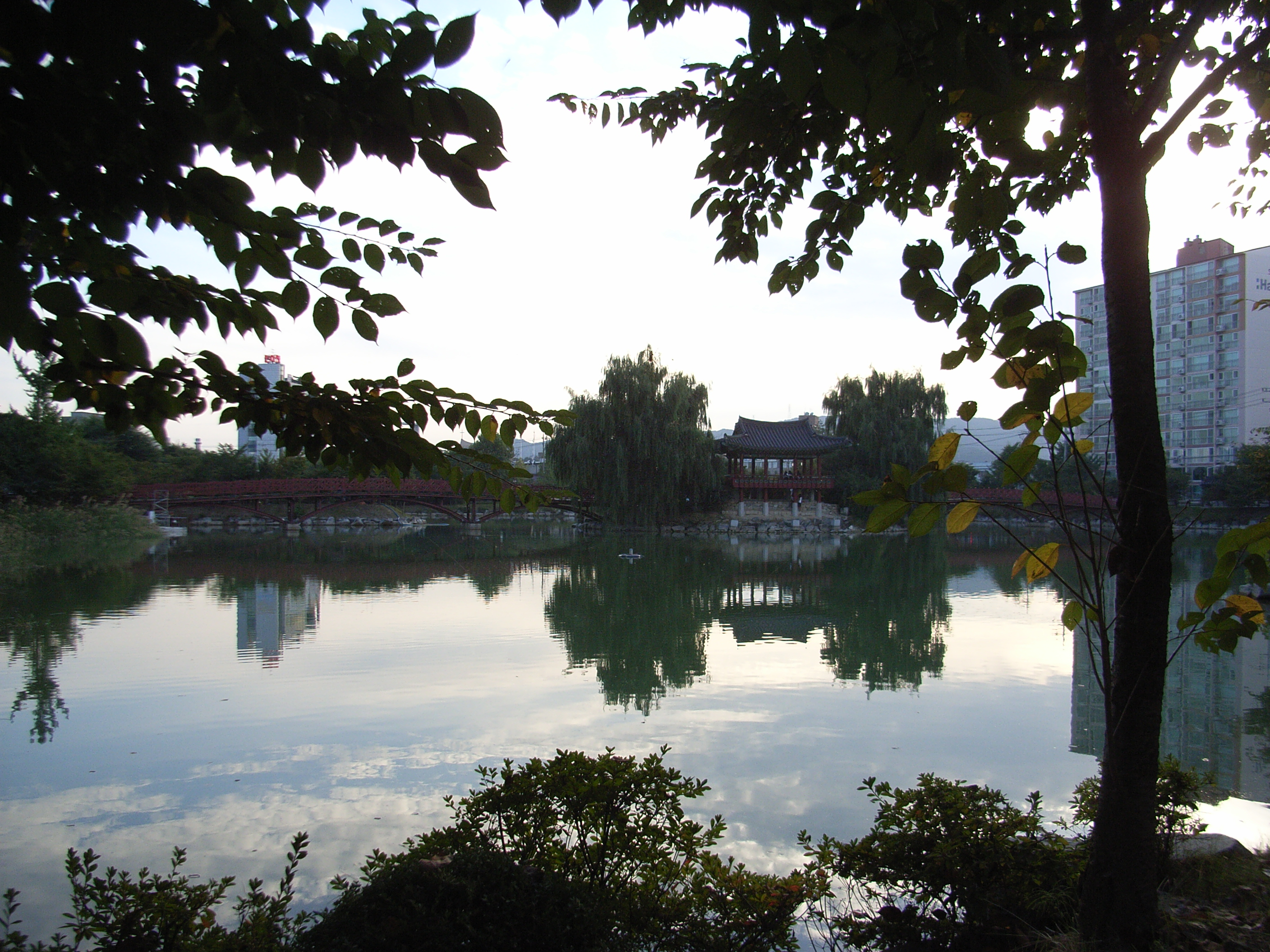
Seolbong-Park in Icheon
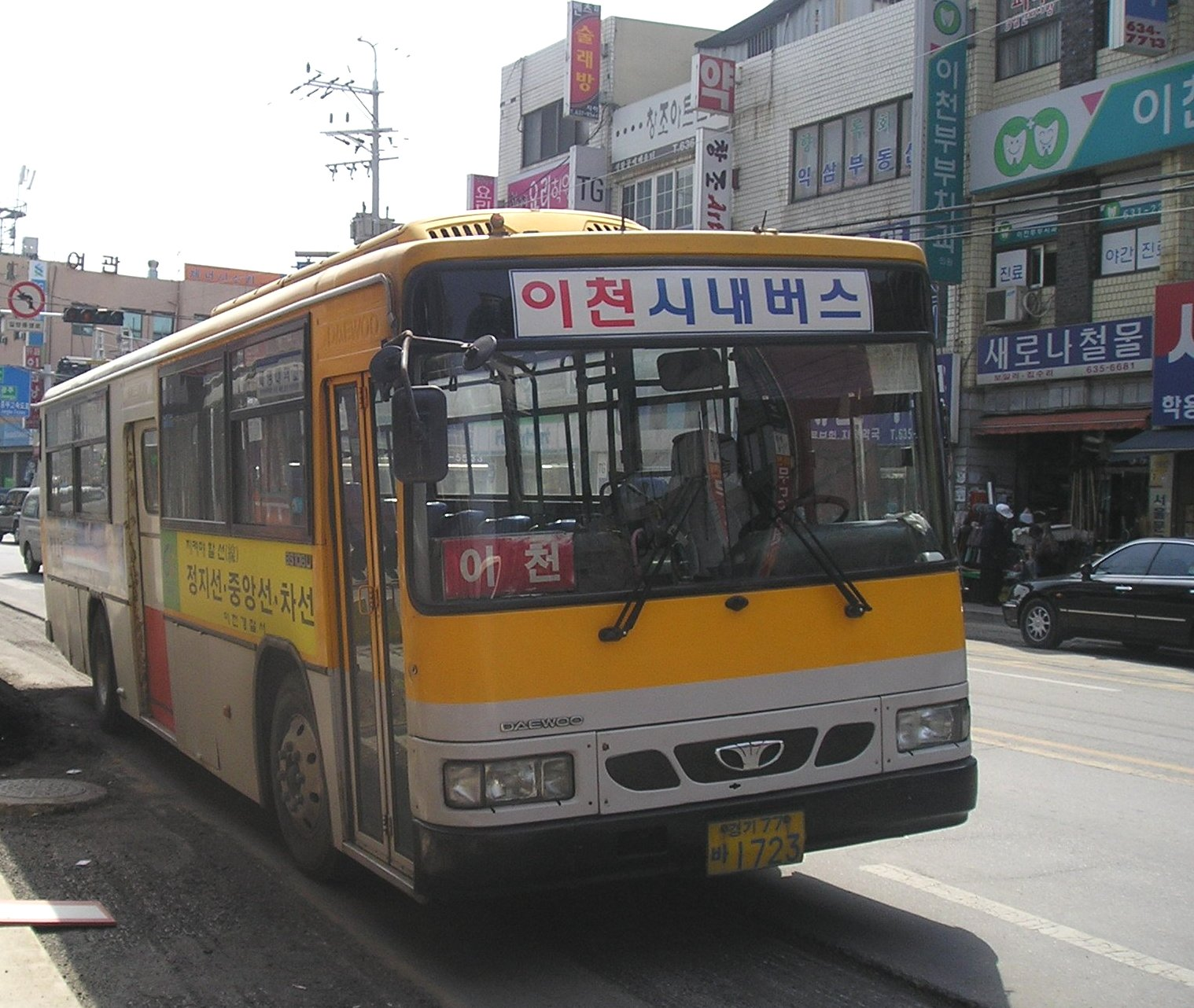
Stadtbus in Icheon

## Städtepartnerschaften
- Jingdezhen, Volksrepublik China (1997)
- Kōriyama, Japan (2003)
- Wuxi, Volksrepublik China (2005)
- Kōka, Japan (2005)
- Seto, Japan (2006)
- Santa Fe, Vereinigte Staaten (2013)[6]

## Persönlichkeiten
- Lee So-dam (* 1994), Fußballspielerin